# Bakama
Bakama es un corregimiento del distrito de Müna en la comarca Ngäbe-Buglé, República de Panamá. La localidad tiene 1.204 habitantes (2010).